# Alte Mühle Donsbrüggen

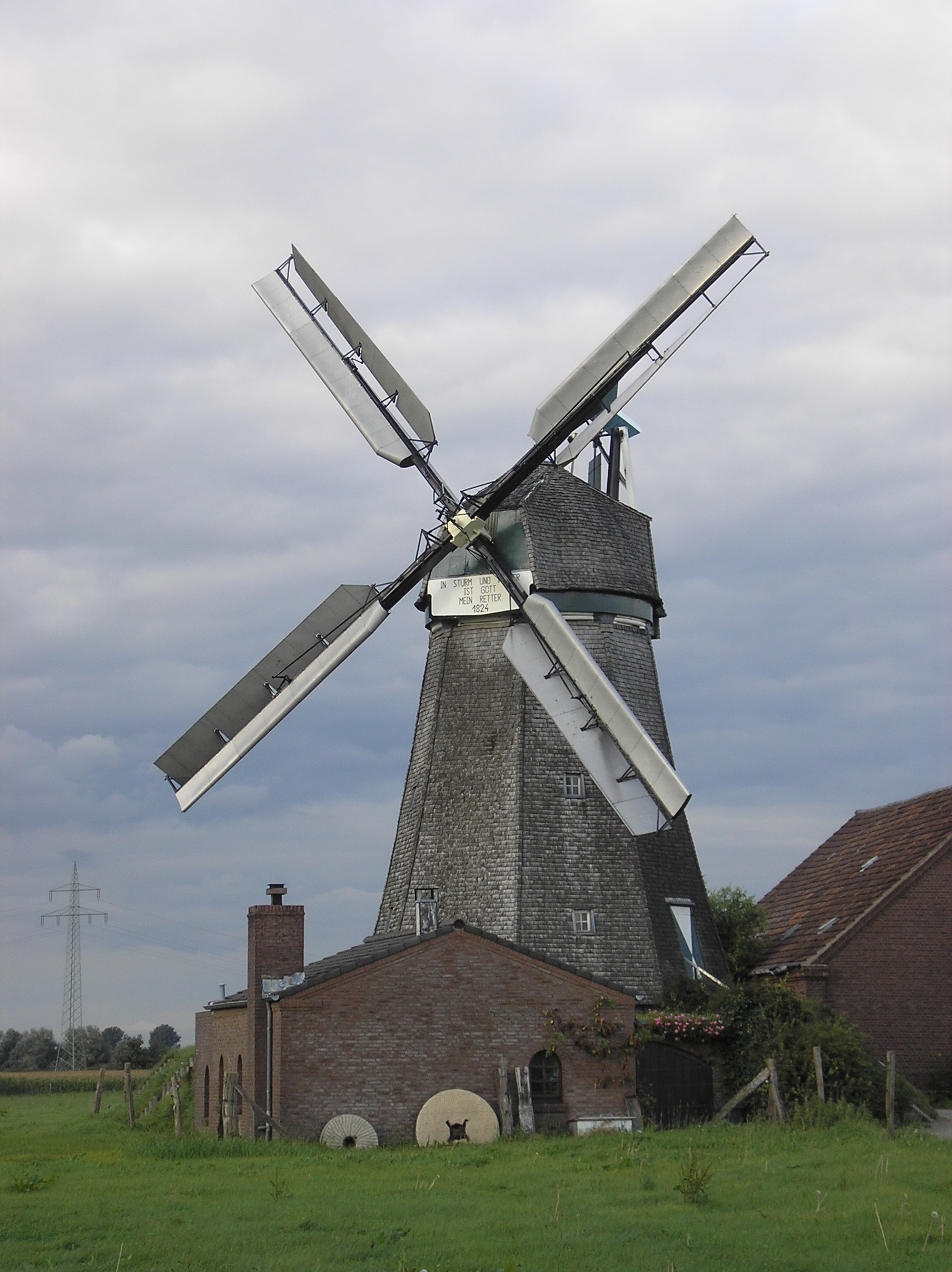
Donsbrügger Windmühle

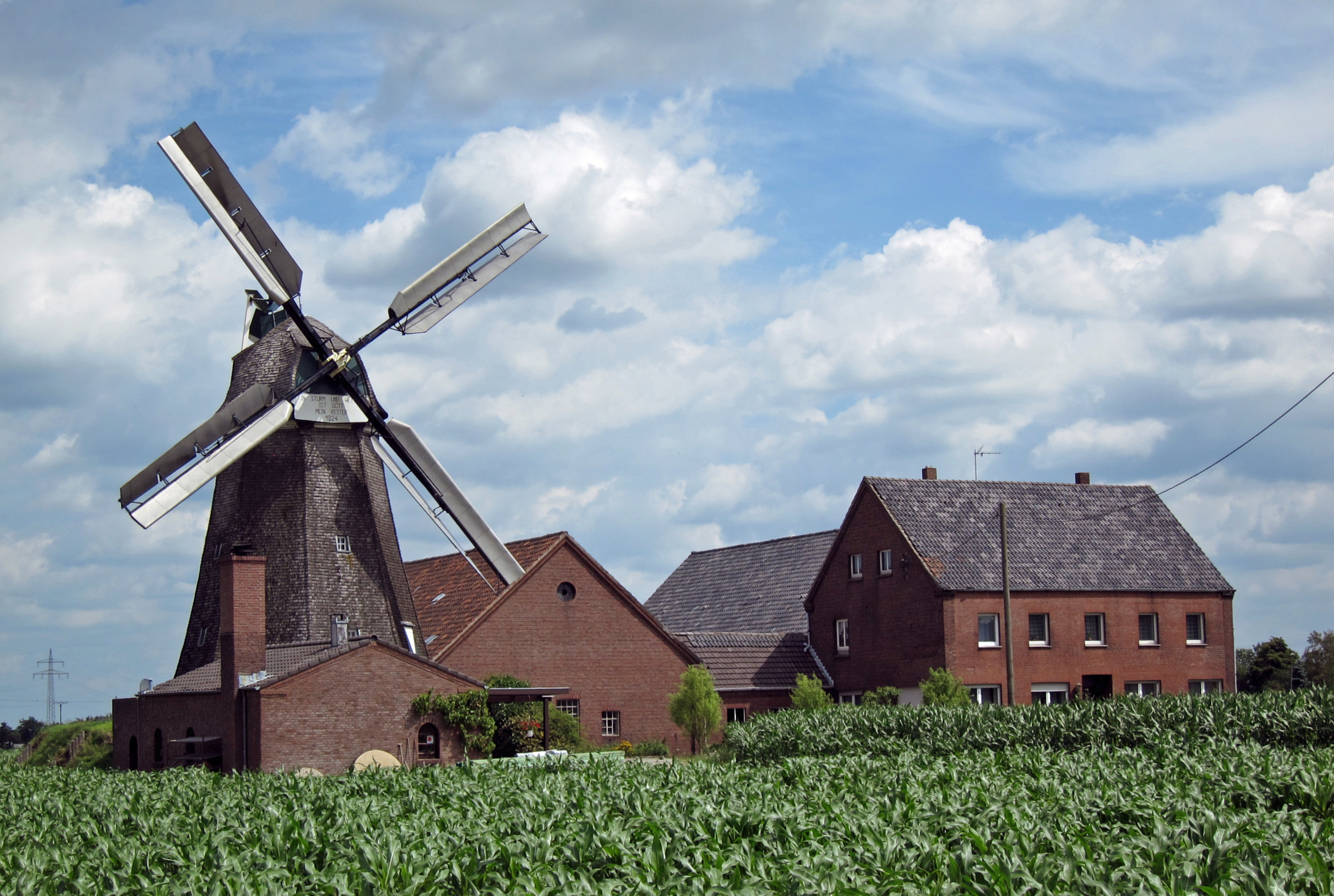
Alte Windmühle

Die Alte Mühle von Donsbrüggen befindet sich im Ortsteil Donsbrüggen von Kleve. Die Mühle ist noch in Betrieb.

## Geschichte
1824 wurde die achteckige hölzerne Holländermühle bei Donsbrüggen in Betrieb genommen. 1890 wurde eine Dampfmaschine eingebaut, die nach dem Zweiten Weltkrieg außer Betrieb gesetzt wurde. In den 1950er Jahren wurde die Mühle bereits restauriert, seit 1982 besteht der Förderkreis Alte Windmühle Donsbrüggen, der sich um den Erhalt und den Betrieb der Mühle kümmert.
Die Windmühle gehört zu den wenigen verbliebenen Mühlen in Deutschland, die mit so genannten Bilauschen Ventikanten ausgestattet sind. Hierunter versteht man eine aus dem Flugzeugbau entlehnte Bauweise der Flügel, die der Mühle ein sehr markantes Aussehen verleiht. Sie wurden während der Renovierung in den Jahren 1955 – 1963 angebracht.
Die Höhe der Mühle beträgt 20 m, der Durchmesser der Flügel 21 m.
Im kleinen Museum wird die Funktionsweise verschiedener Mühlen erklärt.